# Gråbröstad bergtukan
Gråbröstad bergtukan (Andigena hypoglauca) är en fågel i familjen tukaner inom ordningen hackspettartade fåglar.

## Utbredning och systematik
Gråbröstad bergtukan delas in i två underarter:
- A. h. hypoglauca – förekommer i centrala Anderna i Colombia till östra Ecuador
- A. h. lateralis – förekommer i Anderna i östra Ecuador och östra Peru

## Status och hot
Arten har ett stort utbredningsområde, men tros minska i antal, dock inte tillräckligt kraftigt för att den ska betraktas som hotad. Internationella naturvårdsunionen IUCN listar arten som livskraftig (LC). Beståndet uppskattas till 25 000–77 000 vuxna individer.